# Forum Romanum
Forum Romanum (italienska: Foro Romano) var ett politiskt och religiöst maktcenter men även en plats för handel och administration i antika Rom som är beläget mellan kullarna Capitolium och Palatinen. Via Sacra, en av Roms mest trafikerade vägar löpte längs med Forums norra sida fram till Capitolium, den användes vid religiösa processioner och militära triumfer.

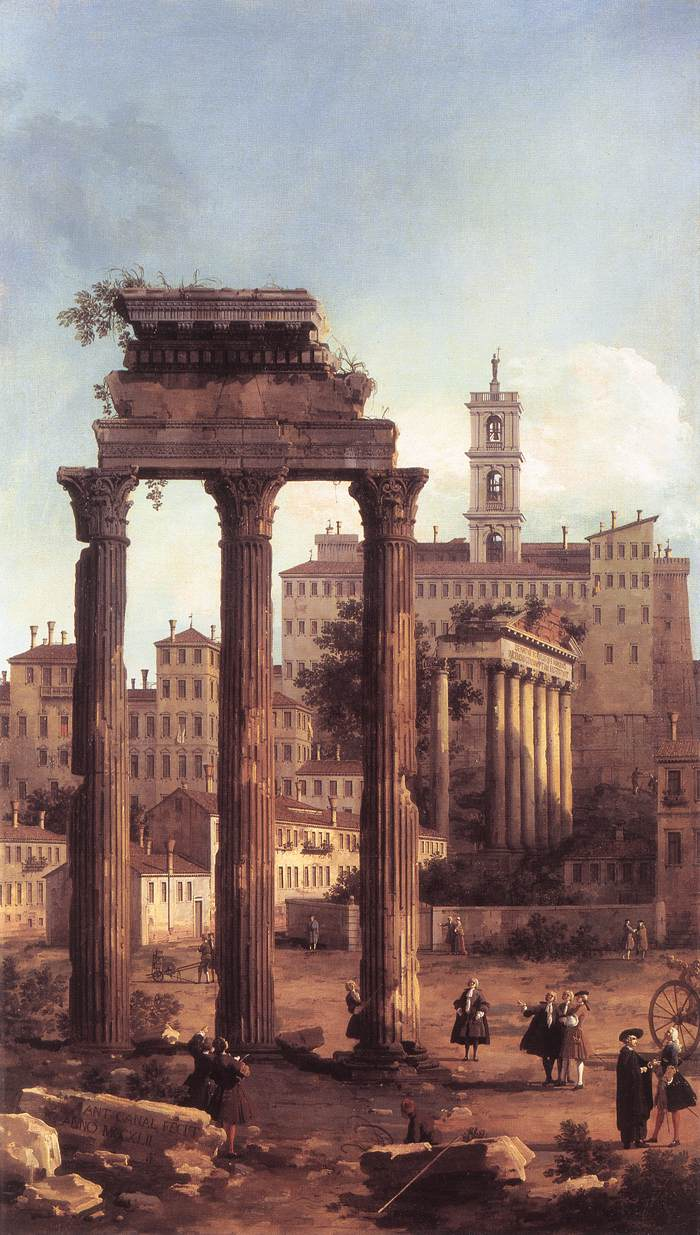
Forums ruiner, målning av Canaletto 1742. Närmaste tempelresterna (tre kolonner) är Castors och Pollux tempel.

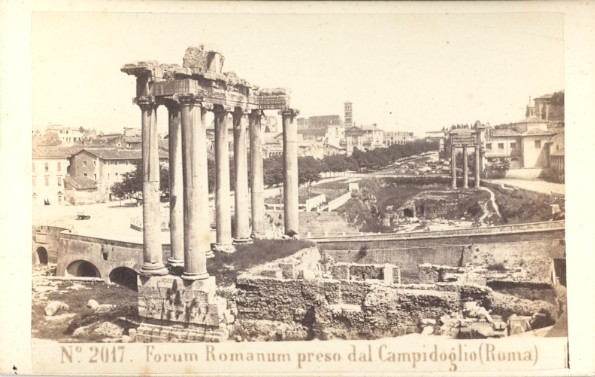
Bild av Forum Romanum. 1800-talets slut.

På Forum fanns några av Roms mest välkända monument och byggnader. Bland dessa var Saturnustemplet, Castors och Pollux tempel, Vestatemplet, Vestalernas hus, Regia, Curia Iulia, Basilica Aemilia och en triumfbåge uppförd till minne över Septimius Severus (203 e.Kr.) militära segrar. Även mötesplatsen Comitium och den så kallade Lapis Niger var belagd vid Forum.
Från och med kejsartiden började Forums betydelse minska i förmån till de så kallade kejserliga fora, såsom Trajanus forum. Roms förfall ledde till att forum lämnades åt sitt öde med eftersatta byggnader till följd. Med tiden förvandlades området till betesmark för lokala bönder. De byggnader som klarade sig till våra dagar införlivades i den kristna tron och kom att användas som kyrkor. Roms befolkning reducerades kraftigt från 400-talet och framåt, och resultatet blev att delar av Forum blev överväxta under framförallt 600-talet. Stora delar började utnyttjas som betesmark för kreatur och fick därför smeknamnet Campo Vaccino (italienska: ”kofältet”). Resultatet blev i sinom tid att marknivån höjdes.
I dag hör Forum Romanum till Roms mest populära turistdestinationer. Tillsammans med Colosseum och Palatinen besöker cirka 7,6 miljoner människor platsen varje år (2019), vilket gör Forum till en av de mest besökta turistmålen, inte bara i Italien, utan även i hela Europa.

## Historia

### Förhistorisk tid

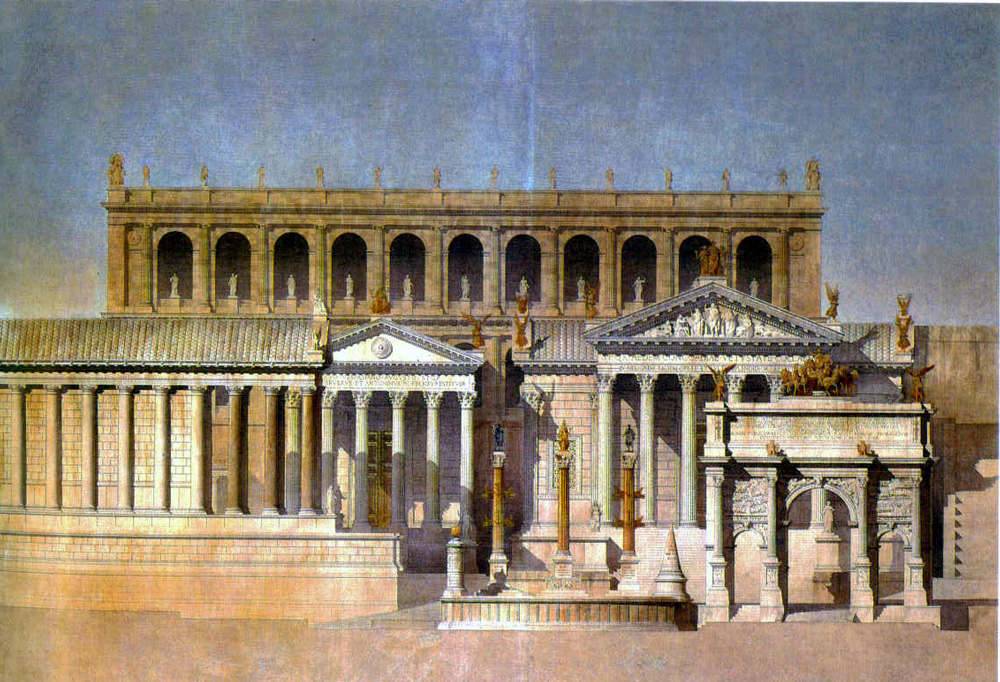
Avbild av Forum Romanum (1866).

Forum Romanum växte gradvis fram ur ett sankt område nedanför Palatinen och Capitolium. Initialt innehöll området få byggnader då platsen var särskilt drabbad av närliggande Tiberns översvämningar. För att få bukt med detta problem började Forum successivt dräneras redan under 600-talet f.kr. Effekten av förbättrade markförhållanden blir exempelvis att det till viss del tycks uppstå ett gatunät.
I anslutning till sydöstra delen av Forum ligger det tidiga Roms nekropol. Urnorna som grävts fram vid Via Sacra (den heliga vägen) har av forskare tolkas representera tidiga hyddliknande bosättningar.

### Kungatiden

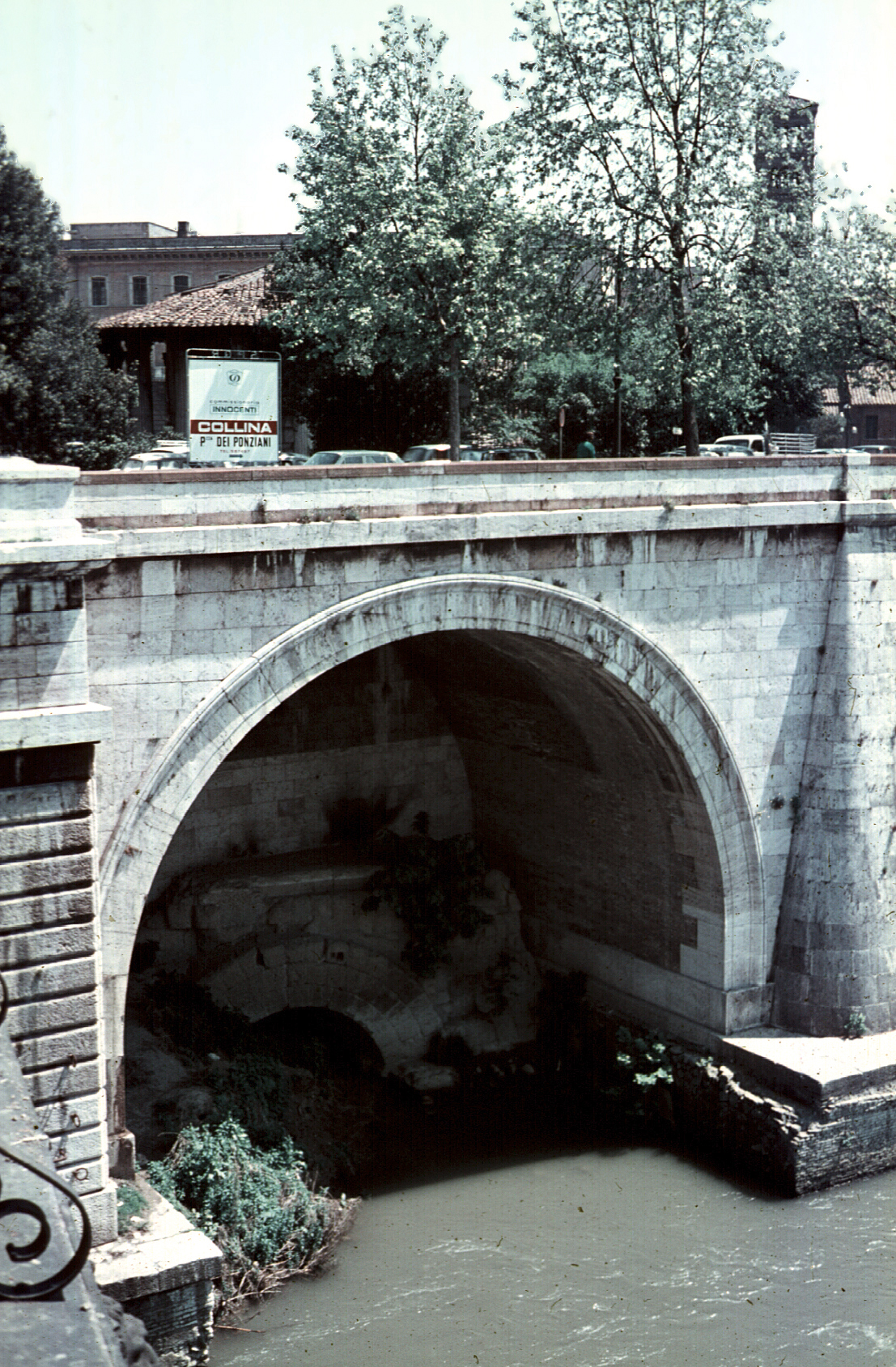
Cloaca Maxima. Utlopp till Tibern. foto: George W. Houston (1968).

Konstruktion på Forum inleddes enligt romersk myt och legend under Roms grundare, Romulus, på 700-talet f.Kr. På Forum ska ett tempel ha konstruerats som senare fick rollen som mötesplats för senaten. När byggnaden på 600-talet brann ner ska kung Tullus Hostilius låtit konstruera en ny mötesplats, Curia Hostilia. Denna byggnad bestod fram till första århundradet före Kristus, då den nedmonterades och återuppbyggdes i större skala. På Forums västra sida, vid Palatinens rand, strax ovanför sumpmarken låg Regia, kungens bostad, som även hade funktionen av en samlingsplats för religiösa ritualer.
Från Romulus tid lär även Venus Cloacianas helgedom ha konstruerats, denna  var belägen vid den senare Basilica Aemilia. Den är associerad med den sabinske kungen Titus Tatius.

Under Romulus efterträdare, Numa Pompilius, ska Vestatemplet, där vestalerna som ålades att vakta gudinnan Vestas eviga eld, ha anlagts. Vestalernas anseende var högt och deras ansvar enormt. Den eviga elden fick aldrig slockna, och om så skedde var det ett tecken på att Rom skulle krossas. Janus tempel ska även ha uppförts under Numas regeringstid.

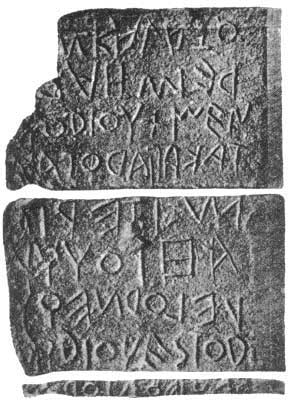
Inskriptionen i tidig latin funnen under Lapis Niger.

Under 600-talet lät Roms femte kung Tarquinius Priscus konstruera Cloaca Maxima (lat. den stora kloaken), ett dräneringsystem som bestod av en enkel kanal. Den utvecklades senare till ett imponerade system som är i bruk än idag. Resultatet var att Forum Romanum dränerades helt och hållet, vilket möjliggjorde att platsen senare utvecklades till Roms religiösa och politiska centrum i uppemot ett millennium.
Enligt den svenske antikforskaren Einar Gjerstad, som under 1900-talet samlade in allt tillgängligt material om det äldsta Rom, stenlagdes Forum omkring år 575 f.Kr.. Forskaren Mary Beard ger oss en liknande datering. Lämningar visar också att markytan har höjts genom att grusytor lagts ut vid denna tid. Spår av en rad religiösa byggnader från 500-talet f.Kr., inklusive vestalernas tempel, i Forum stärker detta. I vilken grad - eller över huvud taget - dessa byggnader kan kopplas till de romerska kungarna är omdebatterat. 
Vid 1800-talets slut gjorde arkeologen Giacomo Boni en revolutionerande upptäckt. Vid utgrävningarna av Forum fann han en rad svarta stenar. Dessa är numera kända som Lapis Niger (lat. svarta stenen), och anlades på forum omkring första århundradet för att täcka vad som kan tänkas var en helgedom dedikerad till eld- och smideskonstens gud Vulcanus. Detta är dock omdiskuterat. Under dessa stenar fann man rester av en fristående kolonn med inskrifter på tidig latin. Den är skriven i boustrofedon (oxplogningsstil) och är till stor del obegriplig. Ett av orden som går att förstå är RECEI (från latin rex, kung). Dateringen är oklar och varierar mellan 700 och 400 f.Kr., men moderna källor lutar mer mot 500-talet f.Kr. Denna upptäckt stödjer myterna om att Rom en gång hade kungar.

### Republiken

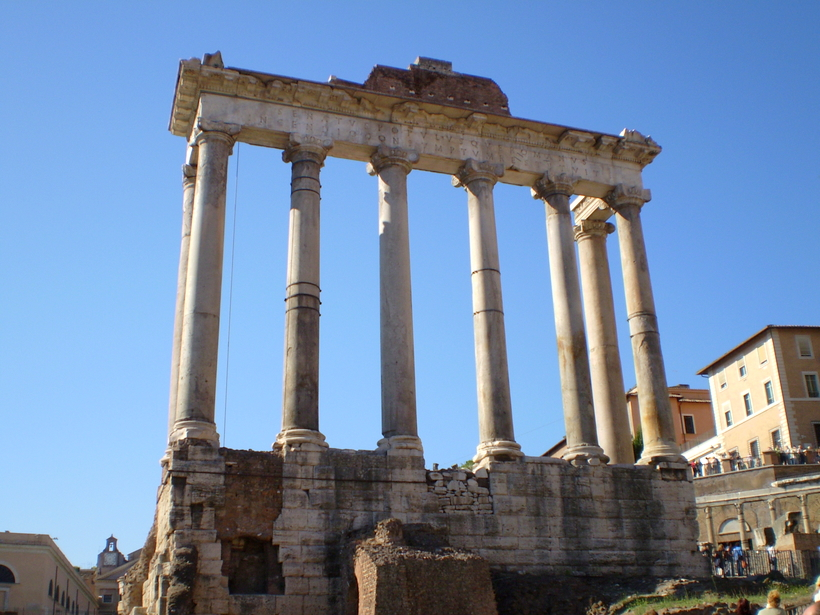
Rester av Saturnustemplet.

Efter att Roms sjunde och sista kung Tarquinius Superbus störtats (enligt legenden år 509 f.Kr.), försökte han upprepade gånger att återta tronen. Romersk tradition säger att han slutligen besegrades på 490-talet f.Kr. vid slaget vid Regillus, men enbart med Jupiters söner Castor och Pollux hjälp. Det ovan nämnda templet dedikerades till dessa gudar år 484 f.Kr. som tack. Sedan dess har templet byggts om flera gånger, och delar av det består till modern tid. Enligt legenden ska Castor och Pollux ha stannat för att vattna hästarna vid den heliga källan Lacus Iuturnae som ligger i anslutning till deras tempel. Saturnustemplet dedikerades ungefär vid samma tid (497 f.Kr.). Statens skattkammare Aerarium kom också att inhysas i templet.. 
Efter det latinska kriget i mitten av 300-talet dekorerades talarplattformen med rammar från den besegrade stadens Antiums flotta (lat.: ram, rostra). Denna plattform fick sedermera namnet rostra, och symboliserade att Roms makt vilade på militären. 
Uppe på Forums västra kant byggdes år 367 f.Kr. ett tempel till Concordia, detta för att minnas en överenskommelse mellan plebejer och patricier. Gradvis genomgick Forum Romanum under de kommande 200 åren en rad olika förändringar som allt mer bidrog till Rom som en metropol. Den successiva förvandlingen av Forum sker bland annat genom att censorn Gaius Maenius bygger tvåvåningsportiker 318 f.Kr. över flera handelslokaler på Forum. Detta ledde till att en lag som möjliggjorde borttagning av statyer som inte blivit godkända av folket och senaten.  

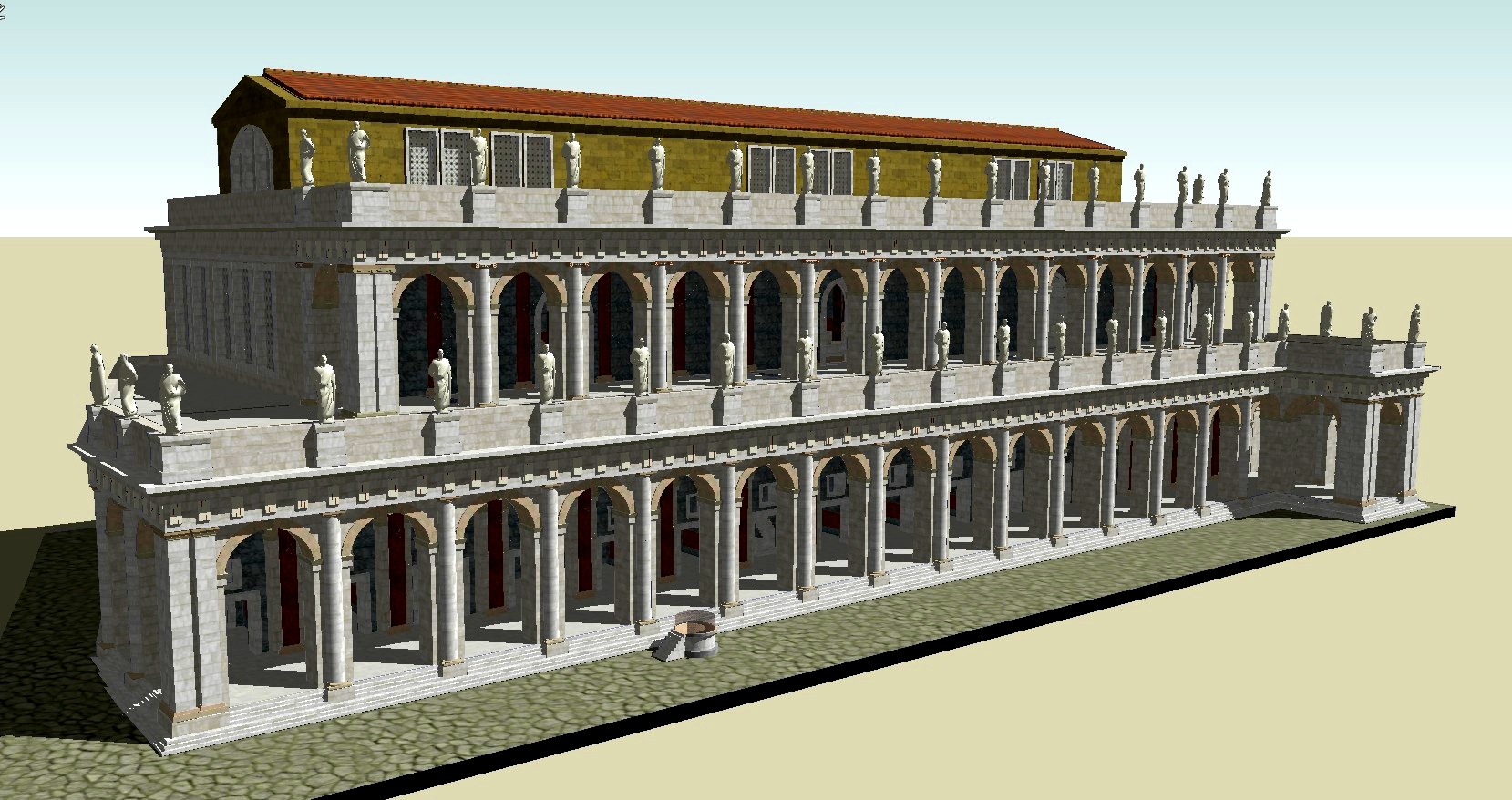
3D-framställning av Basilica Aemilia.

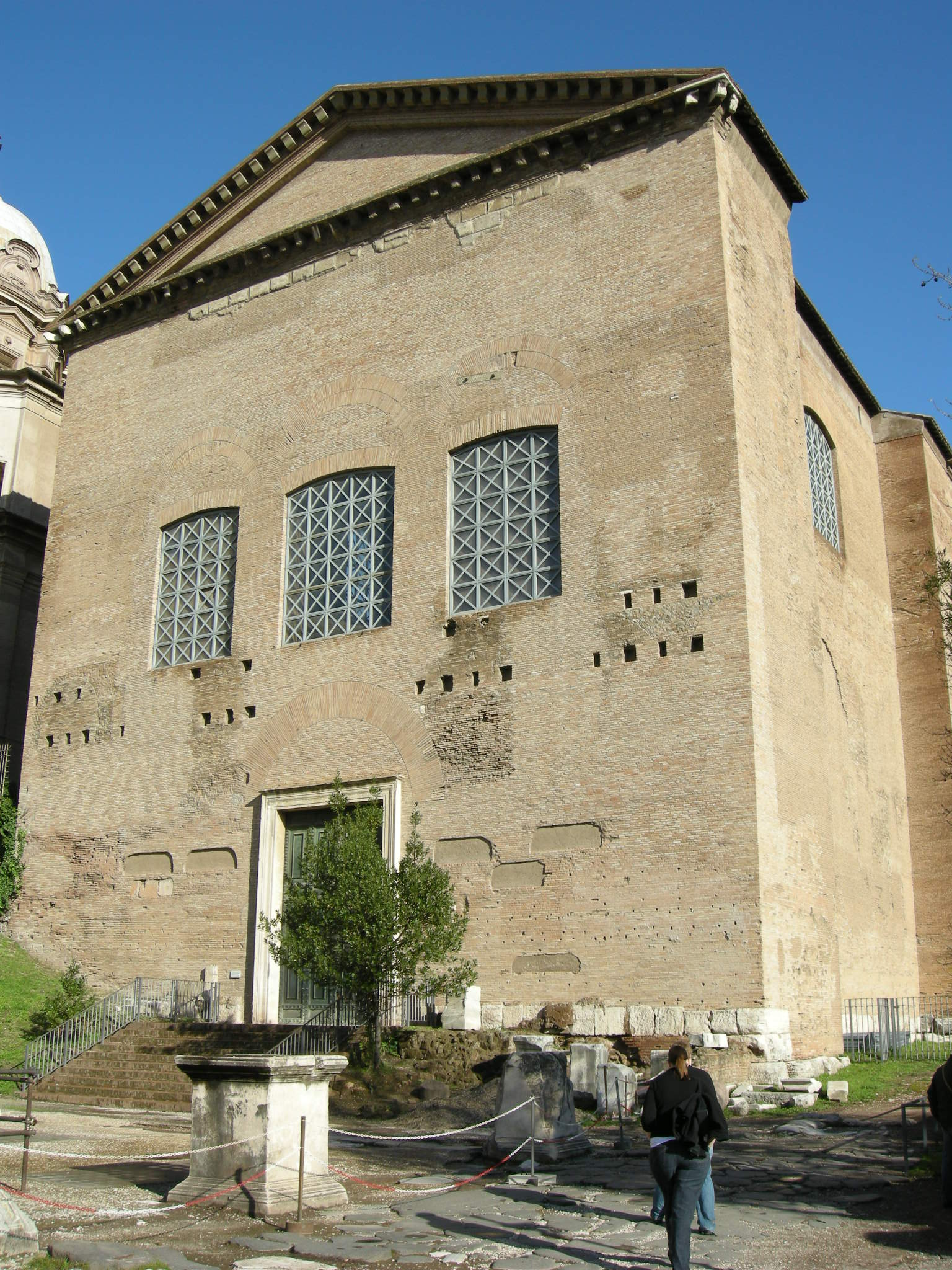
Curia Iulia i modern tid.

Den offentliga byggnaden känd som basilika (från grekiska: basileios, kung) är en stor byggnad med en karaktäristisk central hall som har sin bakgrund från Forum 184 f.Kr.. Basilica Aemilia konstruerades år 179 f.Kr. och ansågs av Plinius den äldre att vara en av de vackraste byggnaderna i Rom. Den skadades och restaurerades upprepade gånger genom åren och idag är bland annat reliefer i marmor  bevarade från byggnaden. Den låg vid Forums norra sida, och mittemot byggnaden låg Basilica Sempronia, som konstruerades nio år efter dess nordliga motpart.  
Tabularium (lat.: från tabula, tavla) var en byggnad som konstruerade omkring det första århundradet f.Kr. Delar av den är bevarad än idag och är inbyggd i en renässansbyggnad. Dess syfte var administrativt, men inte nödvändigtvis ett arkiv som namnet antyder.
År 80 f.Kr. lät den före detta diktatorn och dåvarnade konsuln Lucius Cornelius Sulla nedmontera Curia Hostilia från kungatiden och återbygga den med samma namn i större skala. Denna byggnad brann ner år 52 och ersattes av en än större byggnad, Curia Cornelia, konstruerad av Faustus Cornelius Sulla, son till ovannämnda Lucius Cornelius Sulla. Trots att curian benämns som senatens mötesplats var det nödvändigtvis inte alltid så. Senaten möttes ofta i tempel runtom i staden.
Julius Caesar konstruerade Basilica Iulia och denna byggnad färdigställdes år 46 f.Kr. För att bygga den demolerades Basilica Sempronia. Byggnaden hade en rad olika funktioner, bland annat som handelsplats och domstol. År 12 f.Kr. blev basilikan förstörd i en brand men återuppfördes av Augustus i en större skala. 

### Kejsartiden

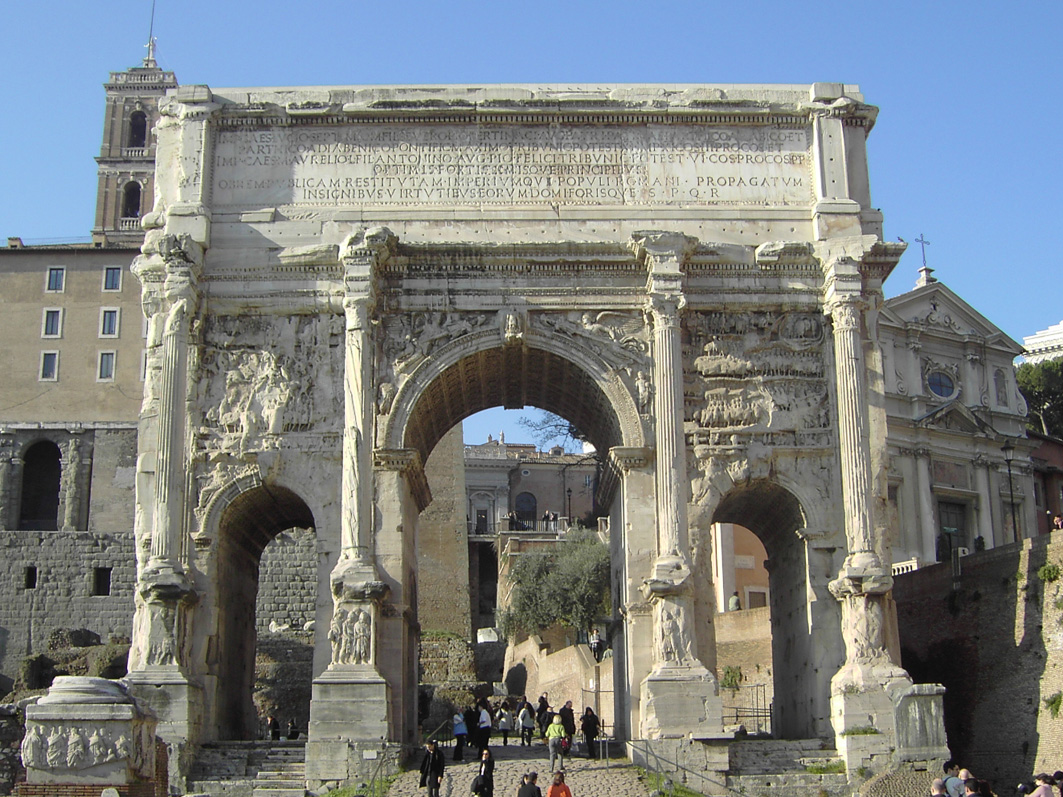
Septimius Severus triumfbåge.

Efter Julius Caesars död och det efterföljande inbördeskriget föll det på hans adoptivson Octavianus, senare kejsar Augustus, att färdigställa Curia Iulia — en byggnad påbörjad av hans far. Curian består in till modern tid och är näst intill intakt. Augustus lät även uppföra ett tempel till den gudomlige Julius Caesar (29 f.Kr.), som hade upptagits bland gudarna år 42 f.Kr.
Septimius Severus triumfbåge dedikerades 203 e.Kr. till minne för Severus kampanj mot Sassaniderna. Monumentet har en yta av marmor dekorerad med historiska och mytologiska reliefer och kolonner och har tre valvbågar. Severus triumfbåge var en av de sista kejserliga monument och byggnader i Forum. 303 e.Kr uppfördes fem fristående kolonner för att fira tioårsjubileet för tetrarkiet. Kapitälet dekorerades med en staty, fyra av kolonnerna med tetrarkerna, den femte med Jupiter. 

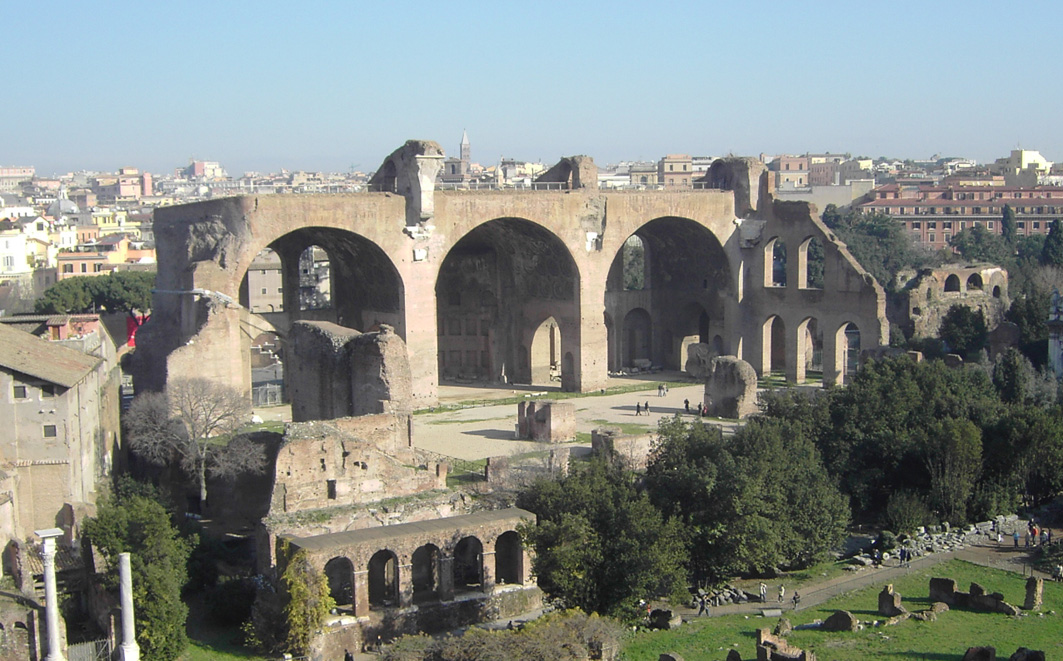
Resterna av Konstantins basilika, norra sidoskeppet.

Den sista kejserliga byggnaden som konstruerades i Forum Romanum var Basilica Nova, eller Konstantins basilika. Det var den största basilika som någonsin konstruerats i staden och hade påbörjats av Konstantins företrädare Maxentius. Färdig cirka 315 e.Kr., den centrala hallen mätte 80x25 och 40 meter i höjd. Hallen flankerades av två stora sidoskepp som mätte 23x17 meter. För att matcha omfattningen av byggnaden var det längst fram i hallen en kolossal akrolitisk staty av Konstantin sittande på en tron.
608 e.Kr. uppfördes det sista romerska monumentet på Forum Romanum, en fristående kolonn i korintisk ordning tillägnad den östromerska kejsaren Fokas. Kolonnen består till modern tid och är 13 meter hög. 

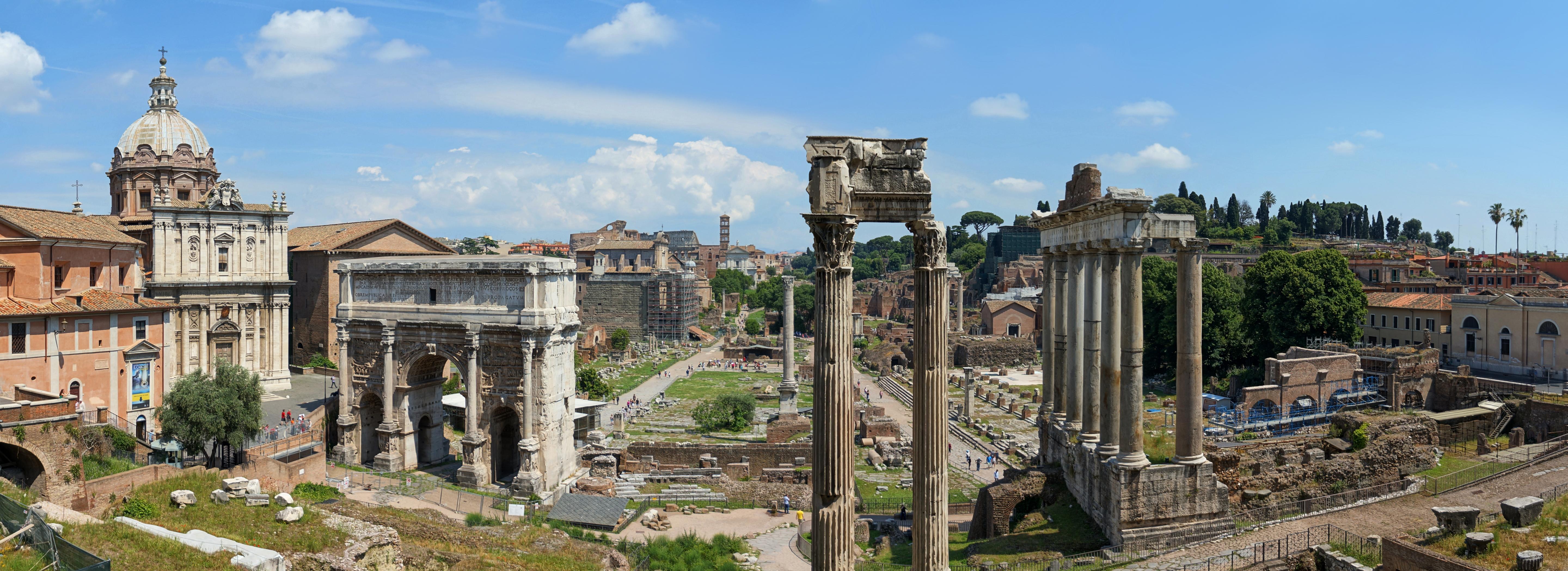
Forum Romanum. sett från väst ifrån Capitolium. Byggnader och monument från vänster: Severusbågen, Castor och Pollux tempel, Saturnustemplet. I bakgrunden står Fokaskolonnen.

### Arkeologiska utgrävningar på Forum
Under 1800- och 1900-talen utfördes omfattande arkeologiska utgrävningar på Forum Romanum och den närliggande kullen Palatinen. Arkeologen Giacomo Boni lät frigöra delar av Forum mellan 1898 och 1925. Ett flertal monument, byggnader och andra spår av Rom såg återigen dagens ljus. Från och med då har den ungefärliga marknivån som Forum hade under den tidiga kejsartiden återställts. De byggnader som vi idag kan se dateras för det mesta till kejsartiden, och få spår från den tidiga republikanska eran finns kvar.

## Andra fora i Rom

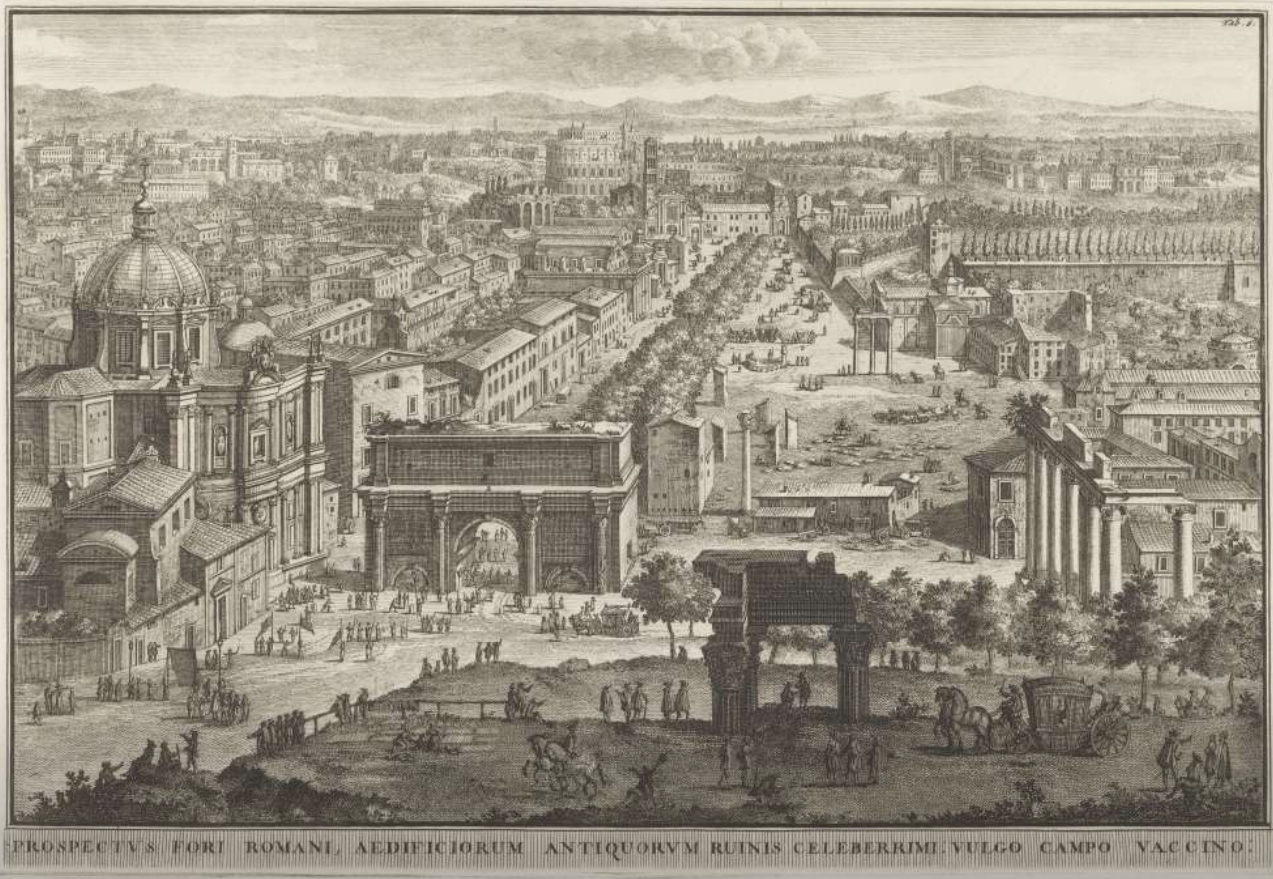
Vy över Forum Romanum på ett stick från år 1729.

Utöver Forum Romanum fanns det andra fora i Rom, och lämningar består från de flesta av dem. Viktigaste bland dessa är de kejserliga fora vilka formade ett komplex med Forum Romanum: Forum Iulium, Forum Augustum, Forum Vespasiani, Forum Transitorium (eller Forum Nerva) och Forum Traiani. Utöver dessa fanns det fora som var inriktade på olika former av handel. Dessa var placerade längsmed kullarnas nedre delar. Bland dessa var Forum Boarium, kreaturmarknaden, nämnvärd, som började växa fram redan under kungatiden. Marknaden var belagd mellan Tibern - ideellt för handel - och Palatinen. Utöver dessa fanns bland annat dessa fora: 

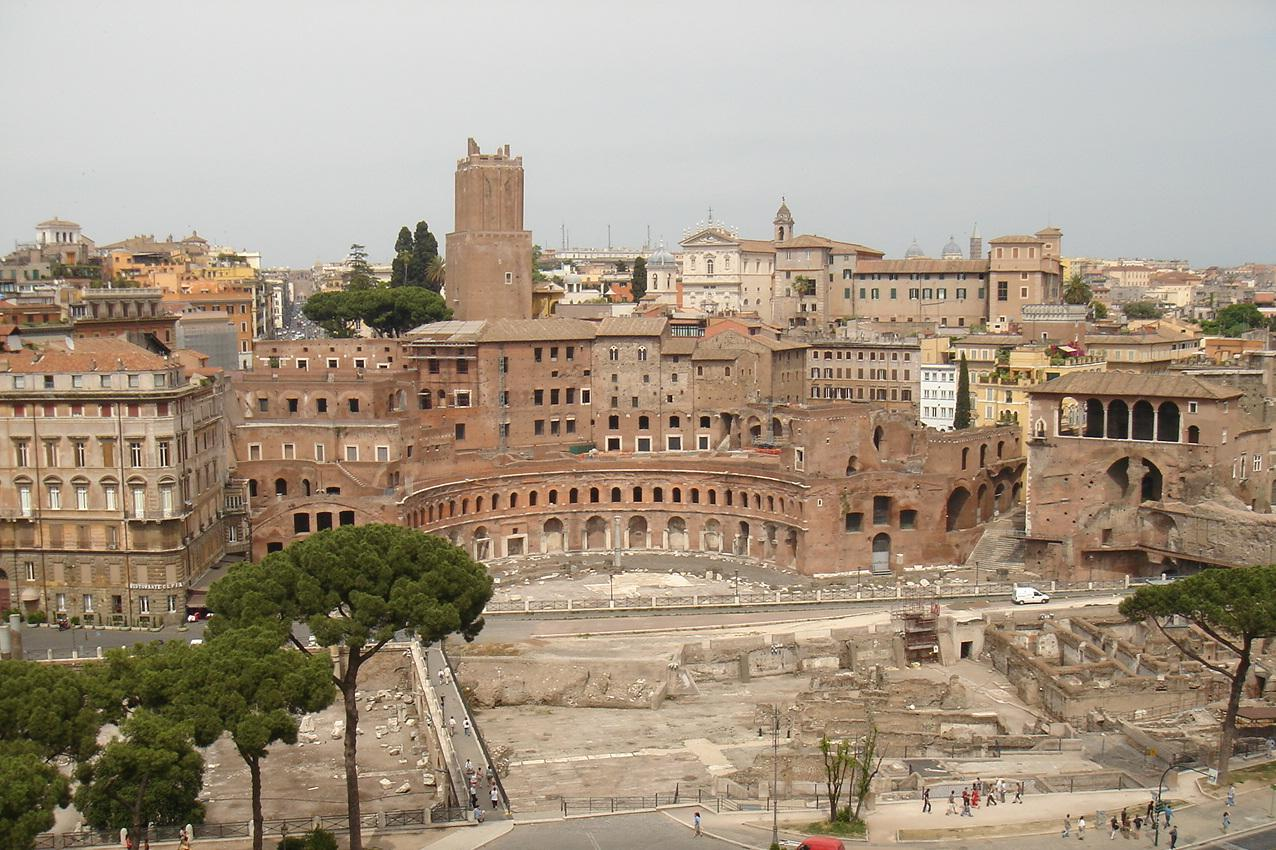
Trajanus forum. Halvcirkel-formade byggnaden är Trajanus marknader.

- Forum Holitorium, grönsakstorget, vid Capitolium.
- Forum Piscarium, fisktorget, mellan Capitolium och Tibern.
- Forum Saurium, grisköttorget, vid Campus Martius.
- Forum Vinarium, vintorget, vid kullen Aventinum.

Fler fora än dessa fanns, men lämningar är svåra att identifiera på grund av brist på information om marknaderna.

## Kvinnlig närvaro på Forum Romanum

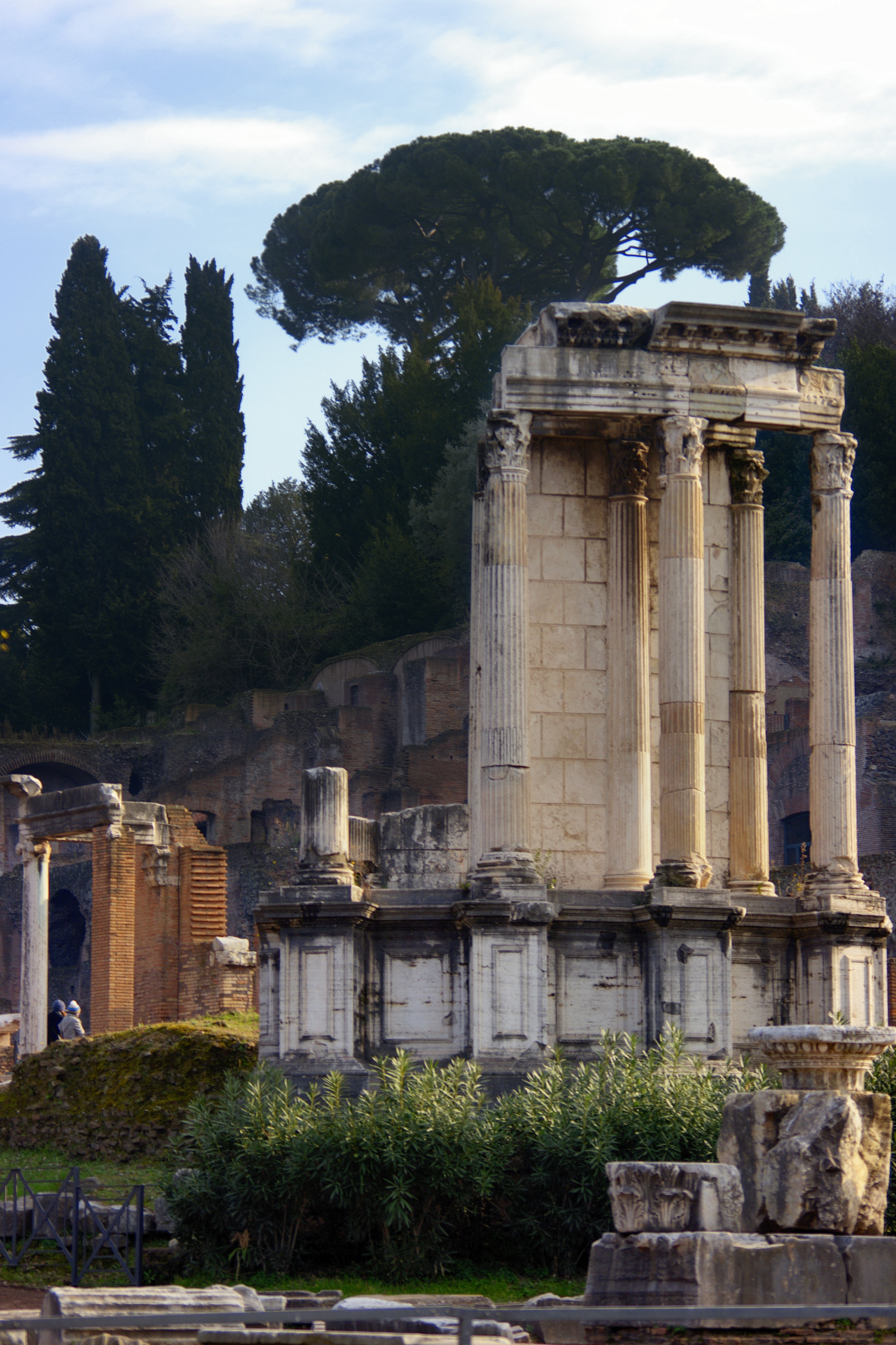
Det återkonstruerade Vestatemplet.

Som Roms politiska och juridiska centrum var Forum Romanum en plats som officiellt dominerades av män, med undtag av religiösa ämbeten. Bland mängderna av statyer som hyllade segerrika romerska generaler och framgångsrika politiker fanns under republiken endast en staty av en kvinna, Cloelia. Cloelia var en jungfru som i republikens begynnelse blev tillfångatagen under en konflikt med Porsenna men lyckades fly. För detta hyllades hon med en ryttarstaty på 300-talet f.Kr.; något som Seneca den yngre anmärker som traditionellt omanligt och märkligt. Många antika historiker har gjort antaganden om att statyn istället skulle kunna föreställa en gudinna, eftersom avbildning av en mänsklig kvinna skulle anses uppseendeväckande. 

Forum Romanum var inte bara en plats för juridik, politik och handel, utan här fanns även en religiös funktion där kvinnans roll är betydligt större, bland annat genom översteprästinnan Regia Sacrorum som var fru till Rex Sacrorum och ledde religiösa ceremonier. Ett annat exempel på där kvinnorna definitivt hade en plats var Vestatemplet, ett av de äldsta templen i Rom, samt Vestalernas hus, där de sex vestalerna bodde. De var prästinnor som dyrkade gudinnan Vesta, en av de viktigaste kulterna i staden. Inga män förutom Rex Sacrorum tilläts närvara i Aedes Vestae .

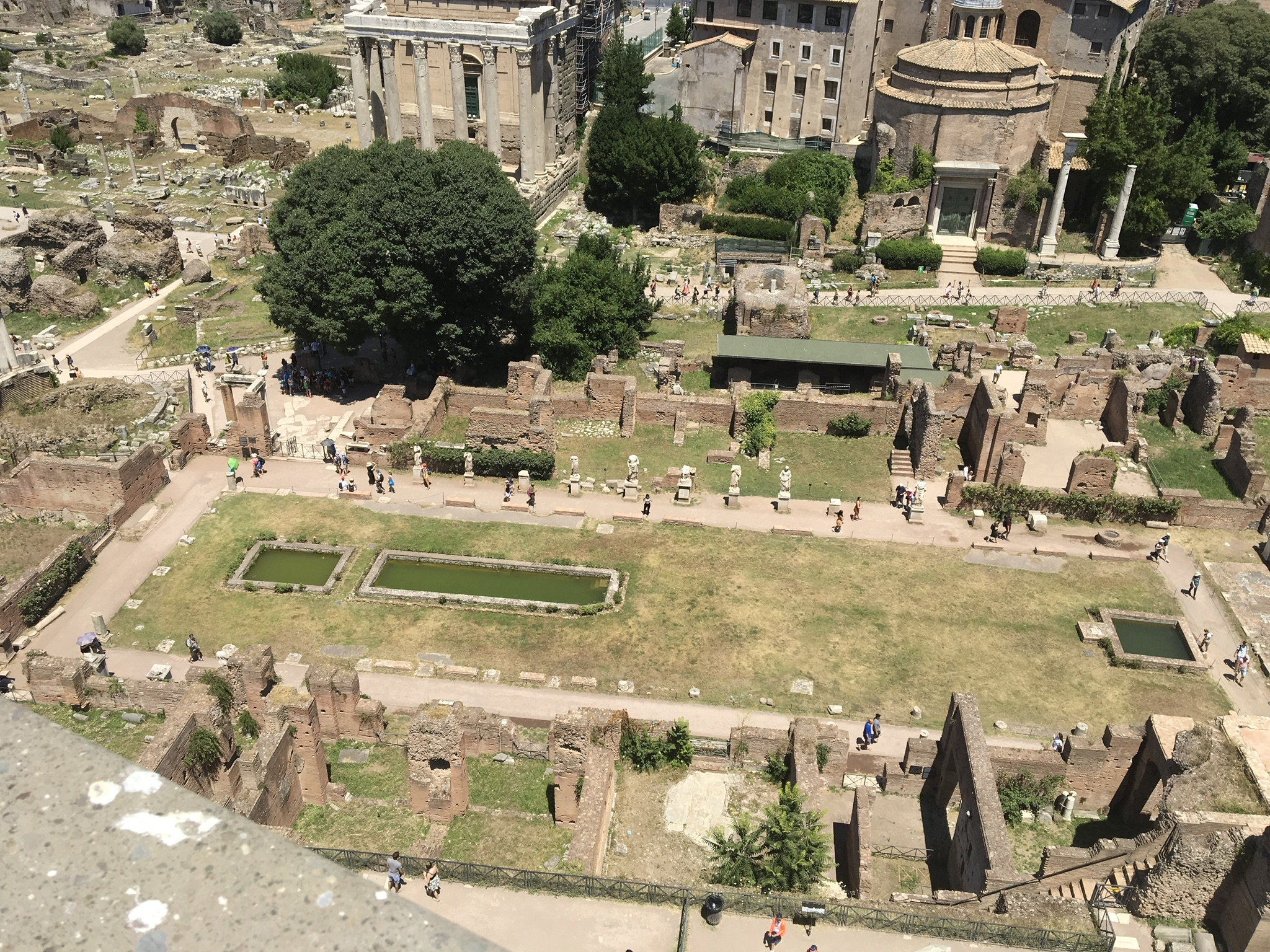
Vestalernas hus sett från Palatinen.

Trots att kvinnor inte officiellt fick inneha politisk makt fanns det tillfällen i den romerska historien som demonstrerade kvinnors inofficiella inflytande. När förslaget att ta bort Lex Oppia (en lag som reglerade kvinnors klädsel) framlades 195 f.Kr. protesterade Cato den äldre. Detta ledde till att kvinnor samlades på Forum för att protestera Catos politiska hållning, vilket förvånade Cato, medan hans politiska motståndare betraktade händelsen som en förväntad utveckling. Trots protesterna gick förslaget att ta bort lagen gick igenom. År 100 f.Kr. höll Sempronia, syster till Bröderna Gracchus och fru till Scipio Aemilianus, ett tal vid Rostra vilket var högst otraditionellt bland kvinnor. År 42 f.Kr. introducerade det andra triumviratet en skatt för de rikaste kvinnorna i Rom. Under ledning av Hortensia protesterade en stor grupp kvinnor och skatten drogs tillbaka, vilket ansågs extraordinärt. Att kvinnor skulle besitta offentligt inflytande över politiken ansåg många romare som skrämmande. Kvinnors roll var inom hemmen, domus. Detta var förvisso inte så stängt och privat som man kan tro enligt Amy Russell. Den romerska överklassen hade notoriskt öppna hus och att kvinnan inom huset skulle besitta inflytande betraktades som något naturligt. I en anonym dikt kallad Consolatio ad Liviam prisas Augustus hustru Livia för att hon höll sin makt inom hemmet och att den inte sträckte sig utanför hennes hus.